# Salvatore Riina
Salvatore „Totò” Riina (n. 16 noiembrie 1930, Corleone, Sicilia, Regatul Italiei – d. 17 noiembrie 2017, Parma, Italia) a fost un membru al mafiei siciliene, care a devenit cel mai puternic membru al organizației criminale la începutul anilor 1980. Partenerii săi l-au poreclit La Belva („Bestia”), datorită naturii sale violente, sau U Curtu („Scurtul”), datorită staturii sale mici.
Se crede că a ucis personal în jur de patruzeci de oameni și a ordonat moartea a câtorva sute.
Salvatore „Totò” Riina a participat activ la asasinarea magistratului Giovanni Falcone și a soției acestuia, magistrat și ea, Francesca Morvillo în Capaci, pe autostrada care leagă Aeroportul Internațional Palermo de orașul Palermo la data de 23 mai 1992. Mașina cu care călătoreau a fost aruncată în aer cu ajutorul unei bombe artizanale plasată într-un șanț de la marginea drumului de către Giovanni Brusca, un asociat de-al lui Riina, care a recunoscut ca a acționat la ordinul acestuia din urmă.
Salvatore Riina a dorit prin această asasinare să răzbune arestarea de către magistratul Falcone a 474 de mafioți dintre care 390 au fost și condamnați pentru multiple crime și distrugeri la data de 16 decembrie 1987. O dată cu această condamnare masivă a majorității membrilor Mafiei, putem afirma că balanța luptei contra crimei organizate din Italia s-a înclinat ireversibil în favoarea legii și a ordinii.
În operațiunile anti-mafia ce au urmat morților lui Falcone și Borsellino (un alt magistrat luptător anti-mafia), Riina a fost arestat și condamnat la închisoare pe viață.